# August Bielowski

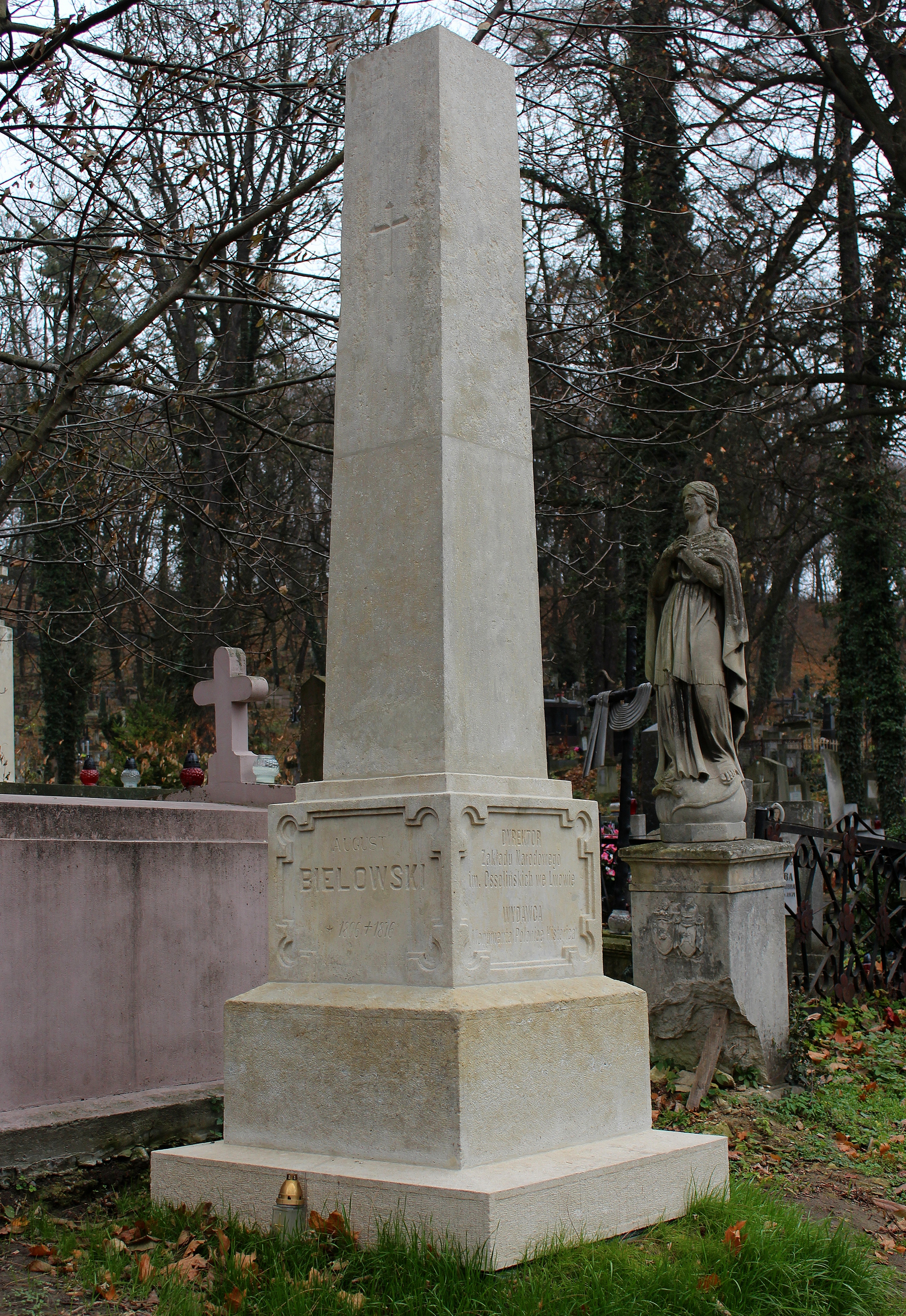
Grób Bielowskiego na Cmentarzu Łyczakowskim

August Bielowski (Augustyn), pseud. Jan Płaza (ur. 27 marca 1806 w Krechowicach na Pokuciu, zm. 11/12 października 1876 we Lwowie) – polski historyk, slawista, pisarz, dyrektor Zakładu Narodowego im. Ossolińskich we Lwowie, autor, fundator i wydawca „Monumenta Poloniae Historica”, członek honorowy Poznańskiego Towarzystwa Przyjaciół Nauk w latach 1860–1876.

## Życiorys
W 1828 ukończył  gimnazjum przy klasztorze oo. bazylianów w Buczaczu i rozpoczął studia na Uniwersytecie Lwowskim. Po wybuchu powstania listopadowego wstąpił do Wojska Polskiego Królestwa Kongresowego, służył w pułku Legii Nadwiślańskiej pieszej w korpusie generała Samuela Różyckiego. Po upadku powstania udał się do Galicji. W 1834 został aresztowany po zarzutem spiskowania przez władze austriackie, w więzieniu przebywał dwa lata. W 1845 związał się z Zakładem Narodowym im. Ossolińskich, od 1869 był dyrektorem Zakładu i redaktorem „Biblioteki Ossolińskich”.
Jego staraniem w latach 1854–1861 wznowiony został Słownik języka polskiego Samuela Lindego, z uzupełnianiami i poprawkami.
Odbywał częste podróże naukowe przeszukując archiwa i biblioteki Rosji, Austrii, Niemiec w poszukiwaniu źródeł do dziejów polskich.
Był pomysłodawcą i pierwszym wydawcą serii „Monumenta Poloniae Historica”, w latach 1856–1864 własnym kosztem wydał tom 1. (dzięki finansowemu wsparciu hrabiego Wiktora Baworowskiego ukończono druk). Tom 2. współfinansowało Towarzystwo Naukowe Krakowskie. W 1872 Towarzystwo, po przekształceniu się w Akademię Umiejętności, przejęło wydawanie Monumenta Poloniae Historica. Bielowski został kierownikiem Komisji Historycznej AU we Lwowie.
Został pochowany na Cmentarzu Łyczakowskim.

## Dzieła
- Pieśń o Henryku Pobożnym (1839) Wersja cyfrowa[7]
- Myśli do dziejów słowiańskich (1841)
- Początkowe dzieje Polski (1842)
- Wstęp krytyczny do dziejów Polski (Lwów 1850) wersja cyfrowa
- Rzut oka na dotychczasową pierwotną polską historyą (Lwów 1853) Wersja cyfrowa
- Pokucie (1856)
- Nagrobek Bolesława Chrobrego (1857)[8]
- Żywot Św. Metodego (1858)
- Synowie Chrobrego (1859)
- Zamość (Lwów 1862) Wersja cyfrowa
- Monumenta Poloniae historica = Pomniki dziejowe Polski (Lwów 1864 i nast.)  Wersja cyfrowa
- Genealogia xiążąt i królów polskich od roku 880 - 1195 (Lwów 1866) Wersja cyfrowa
- Wyniki badań najnowszych o Mistrzu Wincentym i jego kronice (1872)[9]
- Szymon Szymonowic (1875)[10]

- przekłady: Wyprawa Igora na Połowców (1833), Pienia liryczne (poezja Schillera, 1841), Powieść minionych lat (1864, tłumaczenie dokonane z pomocą Iwana Wahylewicza).

## Literatura dodatkowa
- Władysław Semkowicz: Bielowski August. W: Polski Słownik Biograficzny. T. 2: Beyzym Jan – Brownsford Marja. Kraków: Polska Akademia Umiejętności – Skład Główny w Księgarniach Gebethnera i Wolffa, 1936, s. 58–59. Reprint: Zakład Narodowy im. Ossolińskich, Kraków 1989, ISBN 83-04-03291-0